# 히에로니무스 보스
히에로니무스 보스(Hieronymus Bosch 또는 Jerome Bosch, 1450년경 ~ 1516년 8월)는 네덜란드의 화가이다. 상상 속의 풍경을 담은 작품들로 유명하다. 20세기 초현실주의 운동에 영향을 끼쳤다고 여겨진다.

## 스타일과 작품

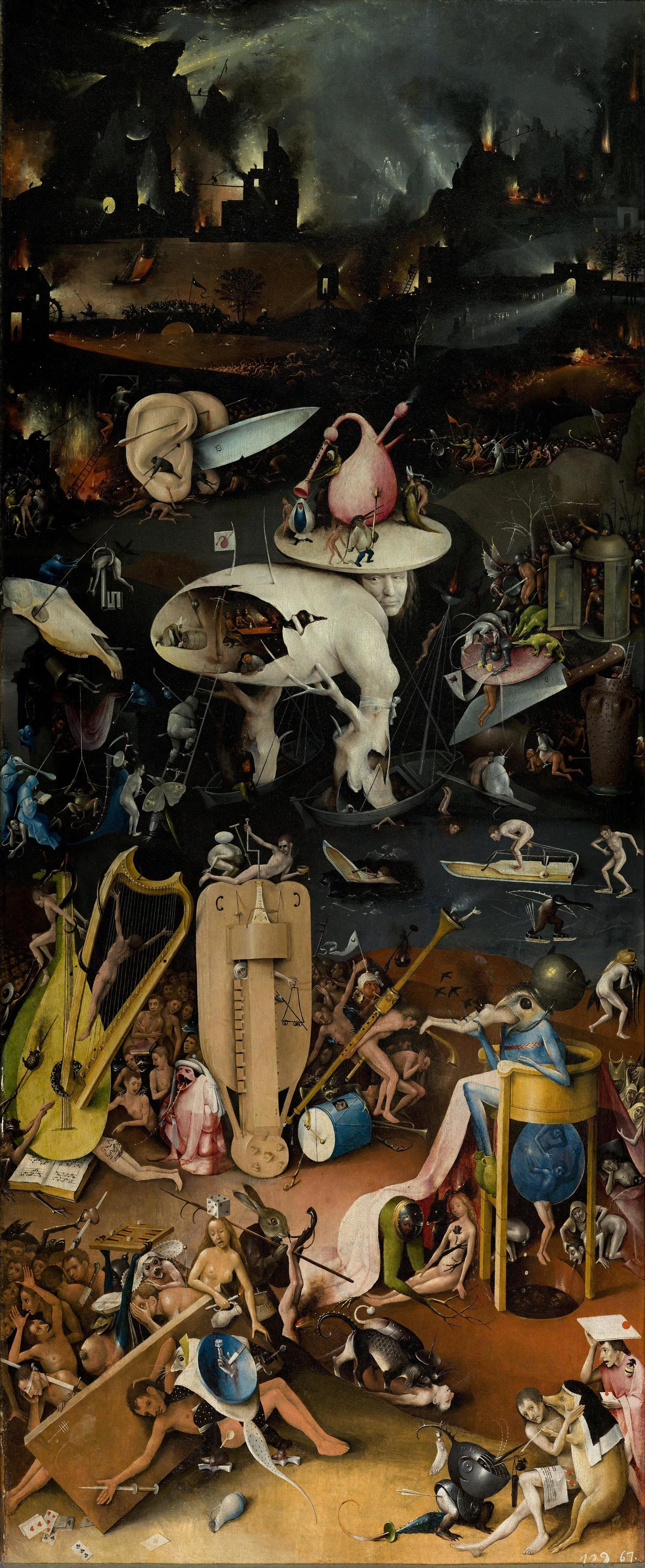
《세속적인 쾌락의 동산》에서 '지옥' 부분

판에이크 형제 이후의 대표적인 종교화가로 특이한 색채로 이상한 괴물, 납 속의 유령, 텅 비어 있는 눈과 특이한 몸을 가진 사람 등 무서운 지옥의 세계를 많이 그렸다.
보스는 나무 판넬에 그려진 3개의 그림이 서로 맞붙은 3연작화를 여러 점 그렸다. 이 중에서 가장 유명한 작품은 《세속적인 쾌락의 동산》이다. 이 작품의 왼쪽 판넬에는 아담과 이브와 수많은 경이로운 동물을 담은 낙원을 묘사하며, 중간 판넬에는 다수의 벌거벗은 사람들과 거대한 과일 및 새를 담은 지상의 쾌락의 모습을 그리며, 오른쪽 판넬에는 다양한 종류의 죄인들을 향하여 공상의 징벌의 묘사를 그린 지옥의 모습을 담는다. 관람자가 볼 수 있는 외부 판넬이 닫힌 곳에, 그리사유 기법으로 신이 지구를 창조하는 모습이 그려졌다.
보스의 그림은 채색의 방법에 의해 거친 표면을 가진다. 이는 전통적인 플랑드르 화풍 이 매끄러운 표면의 그림으로, 인간에 의한 것임을 숨기려 했던 것과 대조된다. 그의 그림에는 무서움이나 잔인한 모양 그리고 악덕과 범죄 등이 나타나 있다. 뛰어난 상상력으로써 많은 그림을 그렸는데 《환락의 땅》, 《성 안토니오의 유혹》 등이 유명하다.
보스는 자신의 작품에 날짜를 기록한 적이 없으며, 몇 작품을 제외하고는 서명을 하지 않았다. 다른 서명들은 그가 직접 남긴 것이 아니다. 전체적으로 25개 미만의 그림이 오늘날 보스의 작품으로 여겨진다. 스페인의 펠리페 2세는 보스가 죽은 후, 그의 그림 다수를 획득하였다. 그 결과로 마드리드의 프라도 미술관은 이제 《세속적인 쾌락의 동산》을 비롯하여 보스의 작품 여러 점을 소유한다.
처음에는 경시됐지만 후에는 그의 이상한 예술성이 대 피터르 브뤼헐 (1525? ~ 1569)등의 영향으로 높이 평가됐다. 대 피터르 브뤼헐은 보스와 비슷한 양식으로 《죽음의 승리》(1592년)등 여러 점을 그렸다. 보스는 20세기 초현실주의 운동에 영향을 끼쳤다 할 수 있다.

## 같이 보기
- 초현실주의

## 참고 문헌
- 이 문서에는 다음커뮤니케이션(현 카카오)에서 GFDL 또는 CC-SA 라이선스로 배포한 글로벌 세계대백과사전의 내용을 기초로 작성된 글이 포함되어 있습니다.